# Хачо Бояджиев
Хачадур Кирилов Бояджиев (рождено име Имре Соколов) или просто Хачо Бояджиев е български телевизионен, театрален и кинорежисьор и генерален директор на Българската национална телевизия (БНТ) от 23 юни 1995 г. до 07 юни 1996 г.
Бояджиев е известен като дългогодишен режисьор на празничните новогодишни програми на БНТ и на телевизионни театрални пиеси, сред които се откроява постановката на „Криворазбраната цивилизация“ по класическата пиеса от Добри Войников.

## Биография
Макар по някои официални данни да е роден в София, според редица източници (включително позоваващи се на БНТ) е роден в Нови пазар.
В интервю по случай неговия 80-годишен юбилей (3 месеца преди смъртта му) той разказва как 12-годишен научава, че е осиновен. Всъщност е бил роден като извънбрачно дете на имигрирала 17-годишна унгарка от българина Димитър Соколов. Нейните родители налагат детето да бъде осиновено и 6-месечният Имре е даден на бездетното дотогава семейство на богаташа от арменски произход Кирил (Крикор) Бояджиев в Нови пазар, където отраства. След смъртта на баща му (1967) открива документ за своето осиновяване (издаден в Скопие) и среща рождената си майка.
Живее доста до 20-ата си година в Западна Европа и Америка, после записва (1951) и завършва математика в Софийския университет. Завършва театрална режисура в Държавното висше театрално училище през 1958 г. Защитава докторат по телевизионна и кинорежисура в Англия. Директор е на БНТ в периода 1993 – 1995 г.
В последните си години, до смъртта си, режисира предаването „Полет над нощта", излъчвано всеки петък срещу събота по БНТ 1, БНТ Свят и Военния телевизионен канал.
Комисията за разкриване на досиетата установява през 2008 г. неговата принадлежност към структурите на Държавна сигурност в периода 1958 – 1971 г. под псевдонима „Кръстю“.
Хачо Бояджиев има 2 разтрогнати граждански брака в България, както и 7 дъщери (включително 6 извънбрачни).

## Признание
Избран е за академик от неправителствената организация Българска академия на науките и изкуствата на 1 юни 2008 г.
През 2002 г. Стилиян Иванов прави филма „Незавършена история“ за Хачо Бояджиев, който се излъчва по БНТ.
След смъртта му Студио 3 на БНТ е кръстено на негово име през 2016 г.

## Телевизионен театър

### Като режисьор
- „Братът на Бай Ганя Балкански“ (1997)
- „Игра с диаманти“ (1979) – по мотиви от Едуардо Мане
- „Харолд и Мод“ (1978) (от Колин Хигинс)
- „Макбет“ (1977)
- „Вражалец“ (1976)
- „Зех тъ, Радке, зех тъ!“ (1976)
- „Криворазбраната цивилизация“ (1974)
- „Телерезада“ (1974)
- „Козя пътека“ (1972)

## Филмография

### Като режисьор
- Човек на паважа (1986)
- Тази хубава зряла възраст (1984)

### Като актьор
- Мадам Бовари от Сливен (1991) - председателят на журито
- Жесток и невинен (1990)
- Федерацията на династронавтите (3-сер. тв, 1978)